# 鈴木華邨
鈴木 華邨（すずき かそん、安政7年1月2日（1860年1月24日） / 2月7日（2月28日）/ 2月17日（3月9日） - 大正8年（1919年）1月3日）は、明治から大正にかけて活躍した日本画家。名は茂雄、通称は惣太郎。華邨は号で、しばしば華村とも表記される。別号として「魚友」、「忍青」を用いた。はじめ容斎派の人物画を学んだが、のちに四条派から土佐派や浮世絵の要素を加えた独自の画法を立ち上げ、特に花鳥画に優れた。20世紀初頭ヨーロッパで北斎以来の日本画家とされ、もっとも知られた日本画家と称された。小林一三が評価していたため、大阪府池田市の逸翁美術館にまとまって収蔵されている。

## 略伝
安政7年、江戸下谷池之端茅町に加賀藩出入りの呉服商 「武蔵屋」を営む父・鈴木清次郎と母・もとの長男として生まれる。本名は惣太郎。明治7年（1874年）に14歳で菊池容斎門下の高弟中島亨斎に師事した。のちには容斎本人に入門して「華邨」の号を授けられた。また、四條派花鳥画や土佐派、浮世絵も模範としてこれらの長所を受け入れて独自の画風を築いた。明治8年（1875年）にフィラデルフィア博覧会事務局図画係に傭われ、明治9年（1876年）には勧業寮編輯係を務めた。翌明治10年（1877年）、起立工商会社へ入社して図案係として働き、陶磁器や漆器などの図案を作成した。
同明治10年には第1回内国勧業博覧会に 「金髹図案」 を出品し、花紋賞メダルを受賞する。明治14年（1887年）の第2回内国勧業博覧会にも 「群亀図」 を出品し褒状を受ける。その後は画業に専念し、明治16年（1883年）の龍池会主催の第2回パリ日本美術縦覧会において選抜揮毫者として指名を受けた。明治17年（1884年）に 「大船碇泊ノ図」 を出品、明治19年（1886年）4月には鑑画会第二回大会に 「山水」 を出品し受賞した。
明治20年（1887年）ごろから単行本や雑誌の口絵・挿絵に健筆を振るい、明治22年（1889年）に『新小説』第一巻第一号の表紙を任される。同年、親交のあった石川県立工業学校（現・石川県立工業高等学校）校長・納富介次郎に招かれ、同校の絵画と図案意匠を担当する教諭に就任した。華邨は明治26年（1893年）まで在職し、写実を重んじる画風で後進の育成に努めた。
明治31年（1898年）に梶田半古、松本楓湖らとともに日本画会の結成に参加し、同年の日本美術院創設にあたっては評議員となり、共進会の審査員を勤めた。明治33年（1900年）のパリ万国博覧会に 「山水」 「雪中鷹狩」 「月下魚網」 を出品し銅牌を受賞した。明治34年（1901年）春の院展第5回で 「牡丹睡猫」 が銀賞、翌明治35年（1902年）春の第7回では 「布袋」 が銀牌を受賞した。「花鳥画の華邨」と呼ばれるようになり、高い評価を得ることとなる。
明治39年（1906年）1月、小林一三らが15名で華邨、寺崎広業、川合玉堂を後援する鼎会を発足する。また明治40年（1907年）の第1回文展に 「平和」 を出品し、三等賞を受けた。明治41年（1908年）には巽画会の審査員となる。明治42年（1909年）の第3回文展では「秋風」「群鴨」で褒賞を受けた。明治43年（1910年）の日英博覧会に 「雨中渡舟五図」 を出品し、金牌を受賞した。また、日本美術協会、国画玉成会、美術研精会の会員としても参加した。
大正期に入ると徐々に展覧会などから離れる様になった。大正8年（1919年）1月3日、東京市雑司が谷の自宅で肺炎療養中に腹膜炎を併発し死去した。法名は清廉院華邨永豊居士。墓所は港区三田の宝生院。趣味は釣りで旅先では常々釣りを楽しんだという。
文展や博覧会での入賞の他、尾崎紅葉作『なにがし』『不言不語』の挿画、幸田露伴作『新羽衣物語』『小萩集』の口絵、『天うつ浪』の第三口絵、泉鏡花作   『錦帯記』『照葉狂言』の口絵など書籍の口絵や挿絵を手がけた。また、『文芸倶楽部』では木版口絵を受け持ち、春陽堂出版作とも深く関わった。門下の梶田半古とは最も親しく、長男光雲を弟子入りさせている。

## 作品

### 肉筆画
| 「野笹兎」（左）と「稲双鶏」（右）、明治20年代 |  | 「野笹兎」（左）と「稲双鶏」（右）、明治20年代 |
| 「野笹兎」（左）と「稲双鶏」（右）、明治20年代 |  |                                                |

- 「竹梅図屏風」 絹本金地著色、2曲1双、石川県立美術館
- 「桃鶏図」 絹本著色、石川県立美術館
- 「雨中五位鷺」 絹本墨画淡彩 青梅市立美術館 明治後期
- 「鷲猿図」 絹本墨画淡彩、ボストン美術館、明治31年（1898年）
- 「鵞鳥」 絹本淡彩 ボストン美術館
- 「玉堂富貴」 絹本著色 川越市・山崎美術館 明治末期
- 「秋郊野鶏図」 絹本著色 三の丸尚蔵館 明治43年（1910年）
- 「群鳩図」 絹本著色、逸翁美術館
- 「木枯」 絹本著色、逸翁美術館
- 「春暖」 絹本著色、逸翁美術館
- 「ほろ酔い」 絹本著色、逸翁美術館
- 「瀑布群猿図」 絹本著色、逸翁美術館 明治23年（1890年）
- 「月杜鵑之図」 絹本著色、逸翁美術館 明治35年（1902年）
- 「菜花狗児図」 絹本著色、逸翁美術館 明治39年（1906年）
- 「月下兎図」 絹本著色、逸翁美術館 明治39年（1906年）
- 「鴛鴦図」 絹本著色、逸翁美術館
- 「はぜに小禽図」 絹本著色、逸翁美術館

| 六曲一双屏風、明治39年 |  | 六曲一双屏風、明治39年 |
| 六曲一双屏風、明治39年 |  |                        |

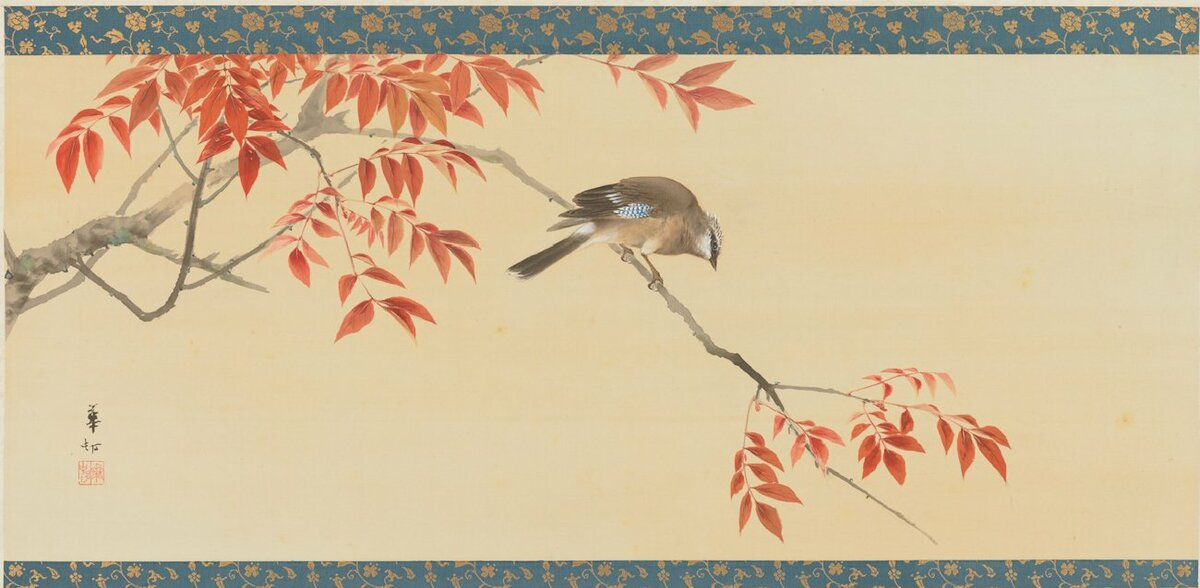
『四季図』より「ハゼに小禽」明治40年代、逸翁美術館

### 木版画

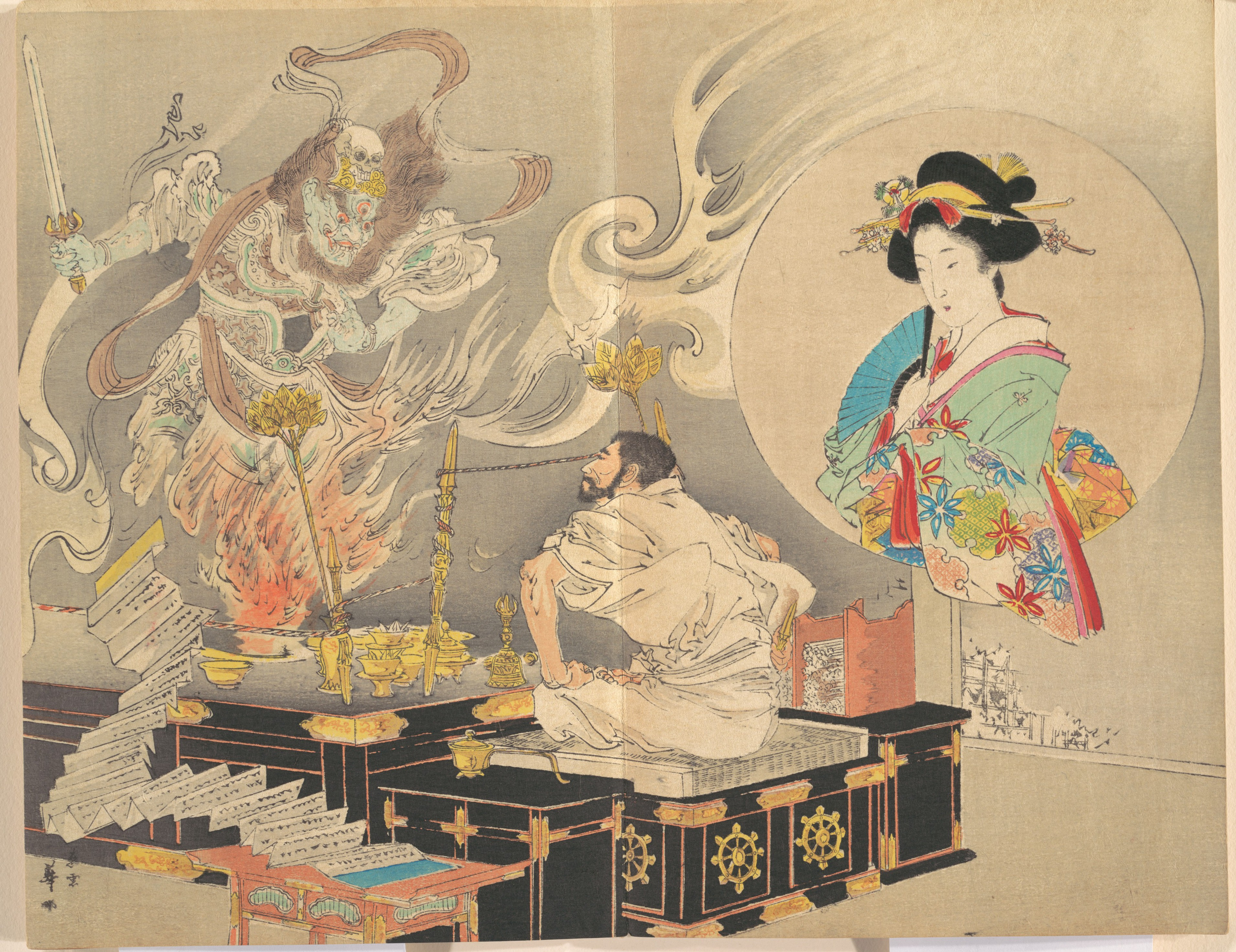
幸田露伴作「新浦島」口絵、『文藝倶楽部』1巻7号（明治28年）掲載
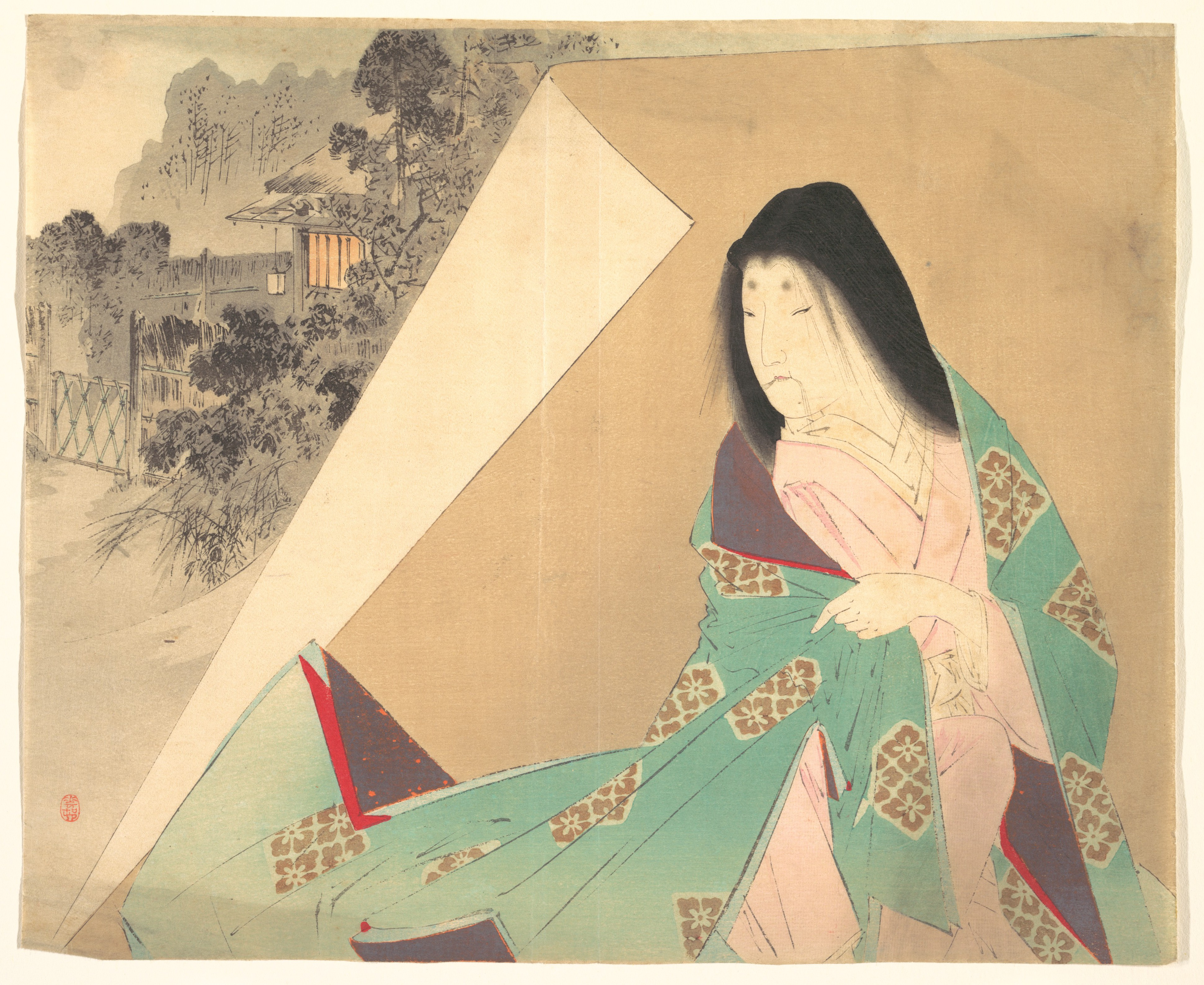
幸田露伴作「小萩集」口絵、『万寿姫』明治31年春陽堂版
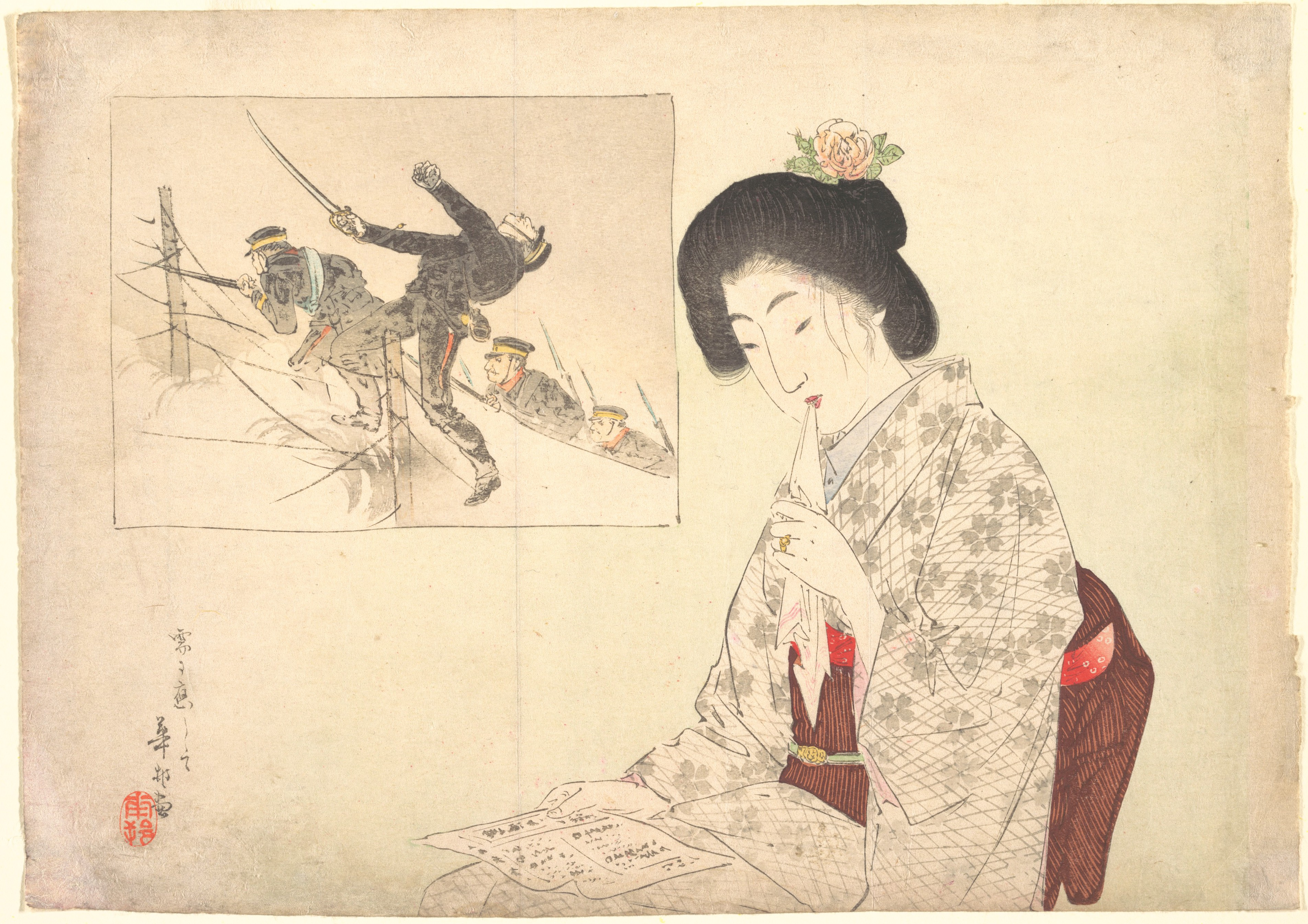
「時雨」口絵、『文藝倶楽部』10巻13号（明治37年）掲載
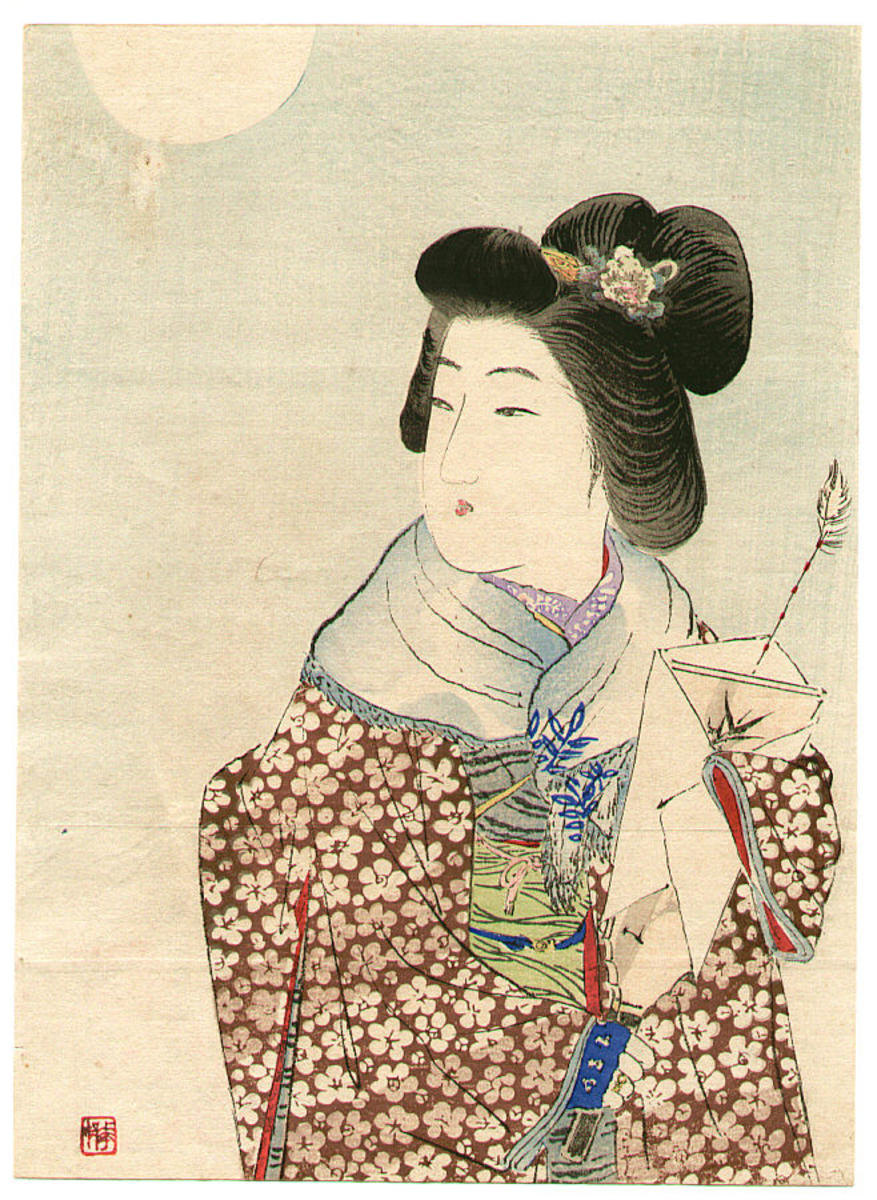
「追羽子」口絵、『文藝倶楽部』17巻2号（明治44年）掲載

### 縮緬本
縮緬本ギャラリー

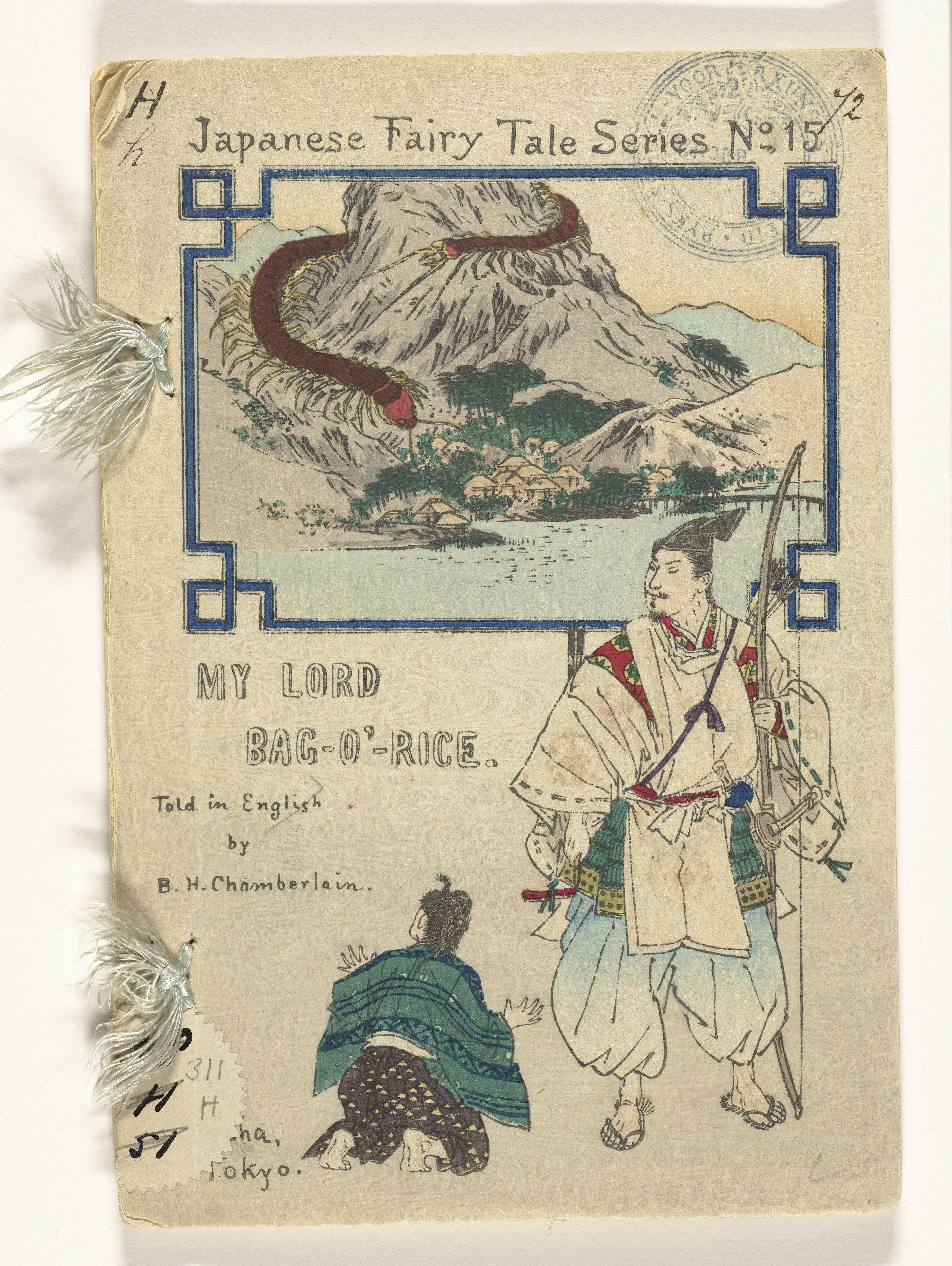
Japanese fairy tale series No.15. My Lord Bag-O'-Rice. 長谷川武次郎版表紙、明治20年
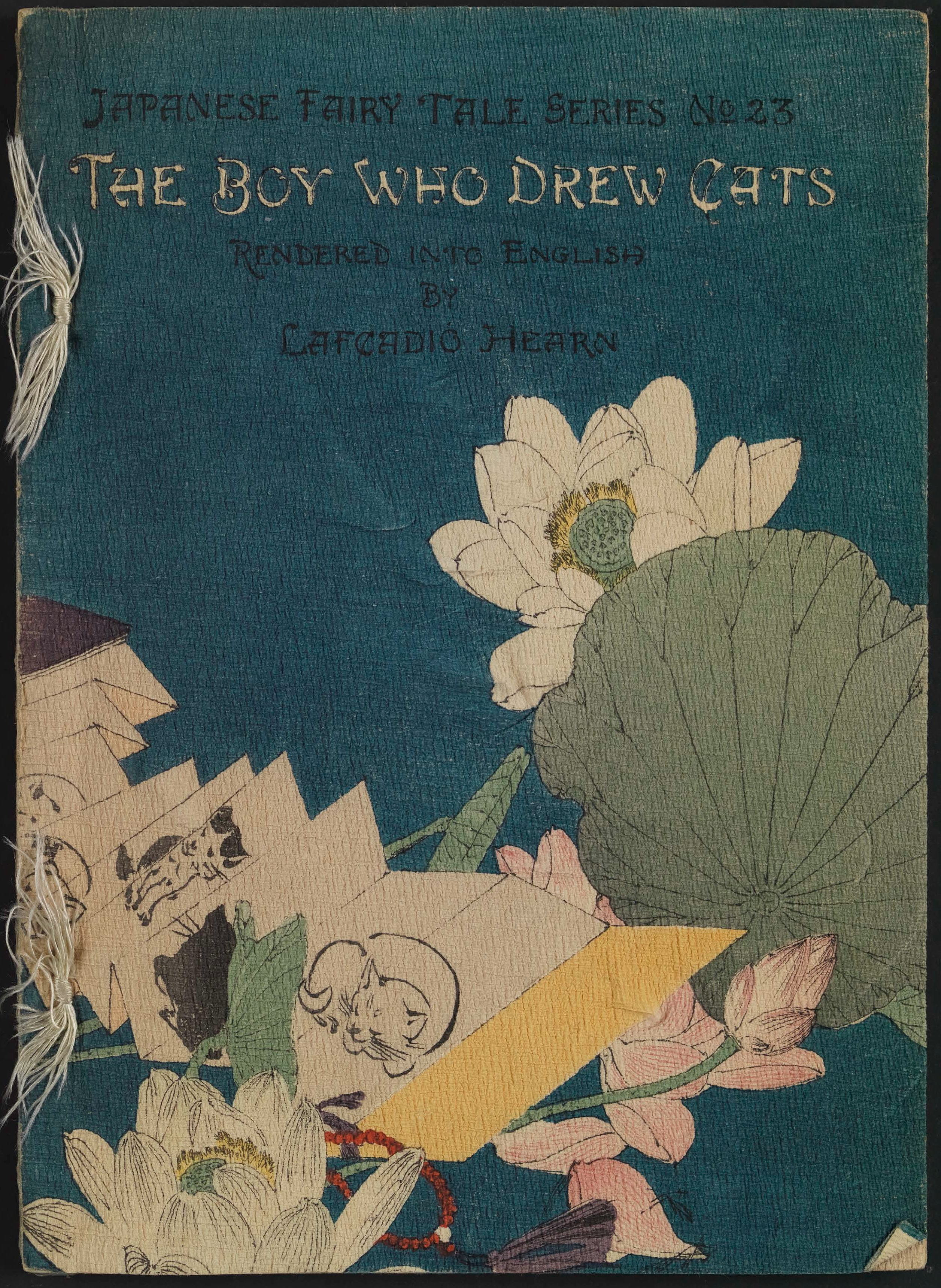
Japanese fairy tale series No.23. The Boy who Drew Cats. 長谷川武次郎版表紙、明治31年
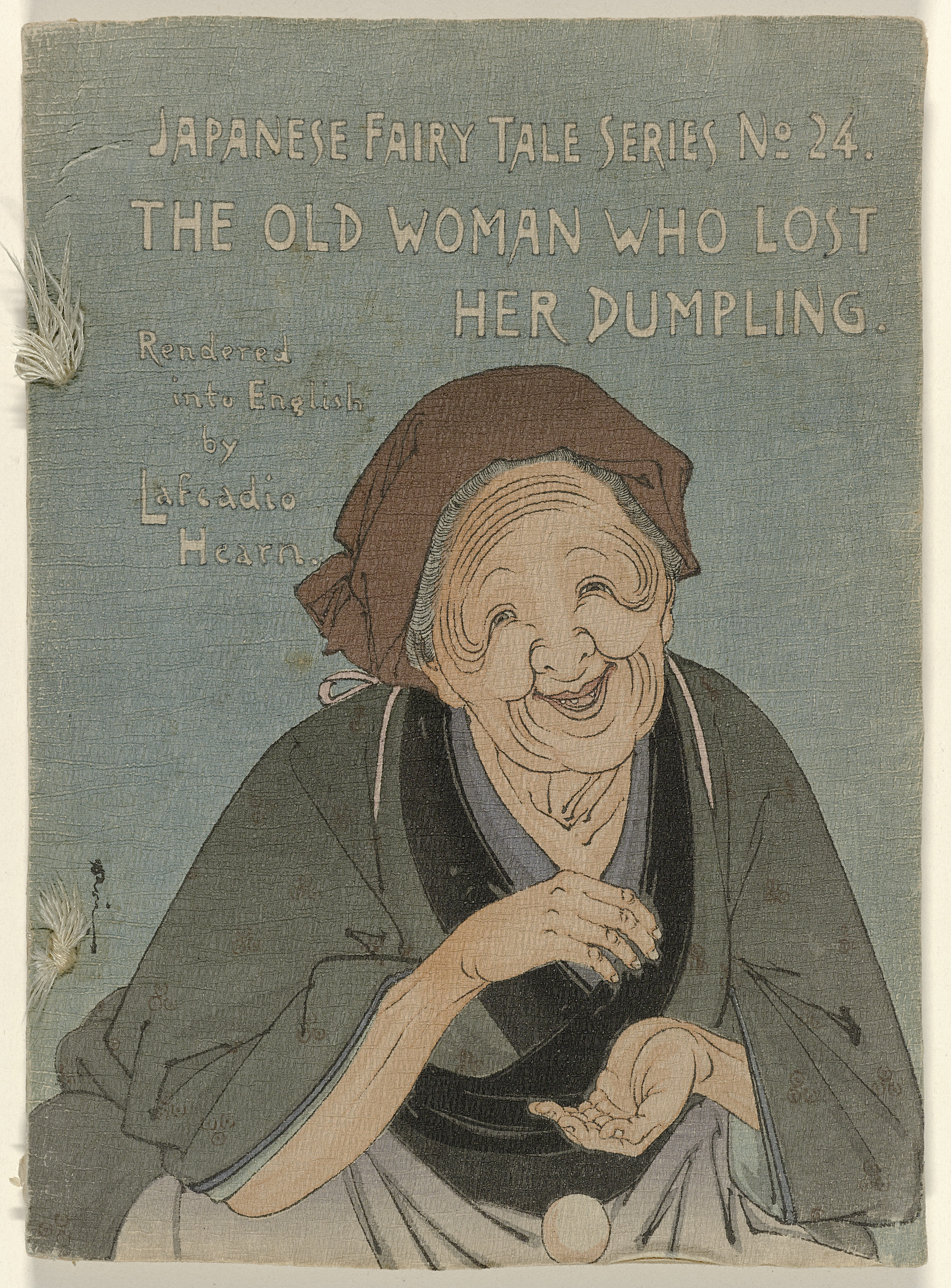
Japanese fairy tale series No.24. The old woman who lost her dumpling. 長谷川武次郎版表紙、明治35年
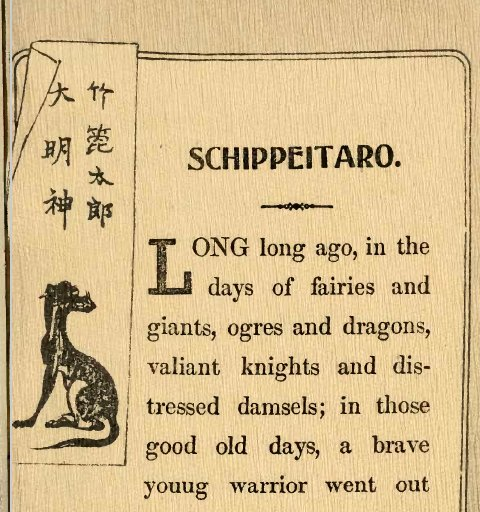
Schippeitaro（シッペイタロウ）ジェイムス夫人（Mrs.T.H.James）訳、明治21年